# Jacob van der Mersch

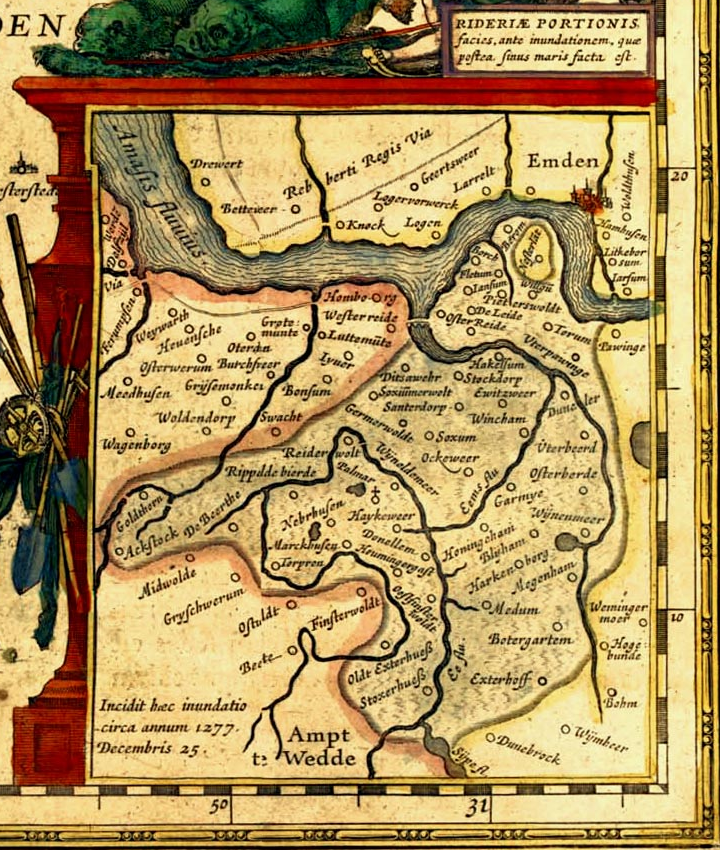
Kaart van het verdronken Reiderland uit 1574, hier in de gedrukte versie van Johannes Fabricius, 1592, zoals overgenomen in de atlassen van Joan Blaeu

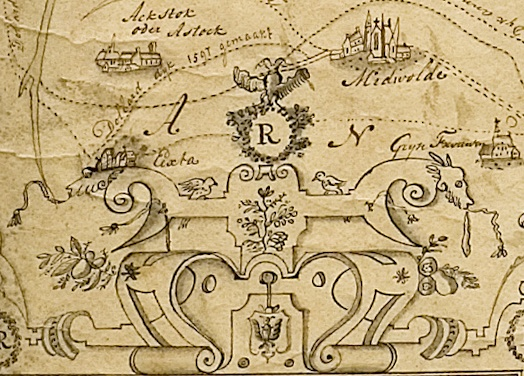
Cartouche van de Dollardkaart door Jacob van der Mersch, Emden 1574, 2e graads kopie.

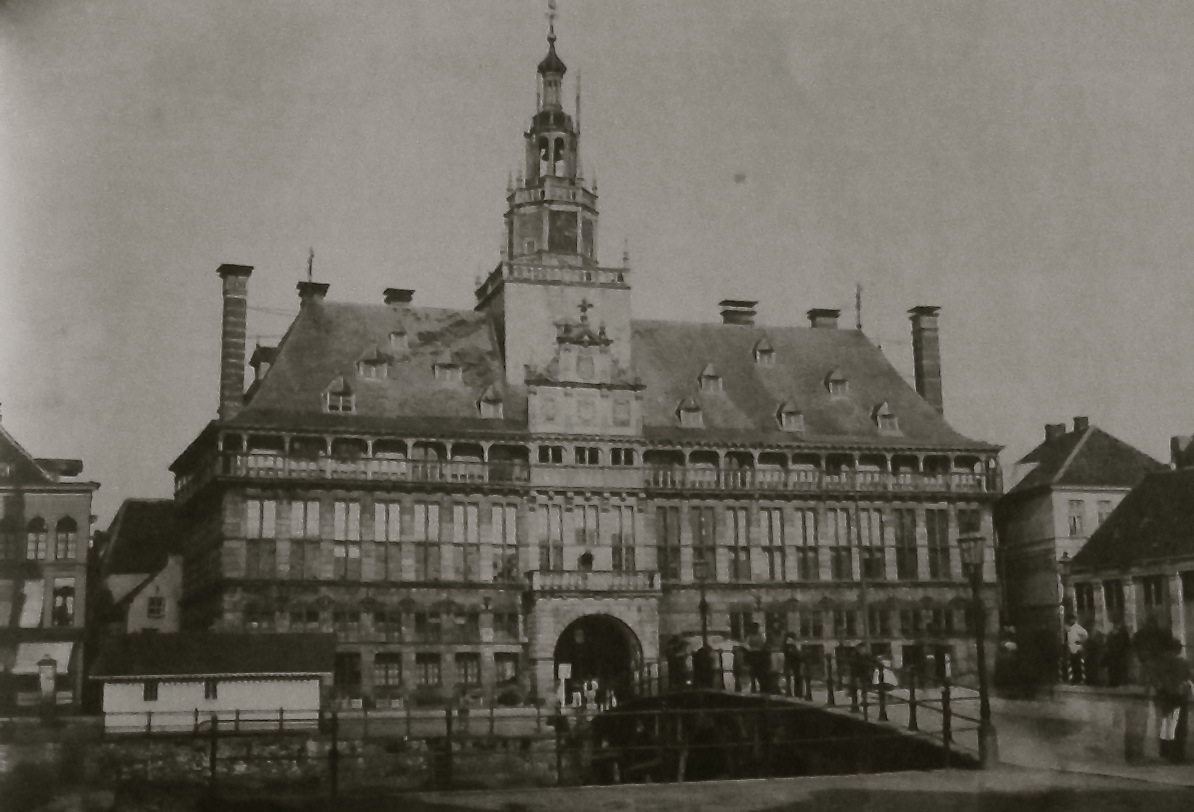
Stadhuis van Emden, 1574-1576 gebouwd naar model van het stadhuis van Antwerpen (1880). Het gebouw is door Engelse bombardementen in 1943 grotendeels verwoest.

Jacob van der Mersch (van der Meersch) (ov. 1600) was een landmeter uit Vlaanderen die werkzaam was in Emden. Hij is vooral bekend is geworden door zijn kaart van de verdronken Dollarddorpen uit 1574.
Meester Jacob van der Mersch stamde vermoedelijk uit Zuid-Vlaanderen of Henegouwen, mogelijk uit Kortrijk of Waasten. Misschien was hij een van de anonieme medewerkers van kaartenmaker Jacob van Deventer en had hij in Gent zijn opleiding gekregen. Hij wordt in 1568 genoemd bij de bouw van de vestingwallen van de voorstad Faldern bij Emden als Jacup de landmeter. Dit werk stond hoogstwaarschijnlijk onder leiding van stadsbouwmeester Laurens van Steenwinckel sr. (ca. 1517-1585), die ook het nieuwe raadhuis ontwierp. Dit raadhuis werd gemodelleerd naar het Stadhuis van Antwerpen uit 1564.
In 1574 kreeg Van der Mersch opdracht van het stadsbestuur van Emden om twee kaarten voor de raadszaal van het nieuwe stadhuis te maken. Een ervan was ein caerthe van older gestaldt deß Reiderlandtz, zoals dit landschap eruit zou hebben gezien voor het ontstaan van de Dollard in 1277. De andere was een actuele kaart van Oost-Friesland, die de graaf bij zijn grensstrijd met de Nederlanden moest ondersteunen. De kaarten zijn niet bewaard gebleven. Kopieën van de eerste kaart laten zien dat het ging om een Renaissance-ontwerp met cartouches naar Zuid-Nederlands voorbeeld. Voor deze kaart lijkt vooral de Dampierre-kaart uit Gent (1540) model te hebben gestaan die de Westerschelde in 1274 verbeeldt. Een inzetkaart toont de actuele situatie. Ook de stad Groningen had in 1546 twee van zulke kaarten van het Dollardgebied laten vervaardigen, die in de raadszaal werden getoond. Van der Mersch baseerde zich - net als men eerder in Gent had gedaan - op Van Deventers kaart van Noord-Nederland uit 1545, maar deed ook eigen metingen die hij op fantasierijke wijze met quasi-historische gegevens aanvulde.
Een van de cartouches toont het wapen van standenvergadering (de Upstalsboom), dat boven het wapen van de landsheren uit het huis Cirksena is geprojecteerd. Daarboven verheft zich de rijksadelaar als beschermer van de Friese vrijheid. Deze volgorde tevens bedoeld voor de wapens op het middenrisaliet van het stadhuis. Ook hier greep men terug op het Antwerpse voorbeeld met bovenaan de rijksadelaar, vervolgens een afbeelding van de nationale held Silvius Brabo en helemaal onderaan het wapen van de landsheer koning Philips II. Tegen deze volgorde maakte graaf Edzard II met succes bezwaar, zodat uiteindelijk zijn familiewapen boven dat van de stad Emden en dat van zijn moeder en echtgenote zou worden aangebracht. De Upstalsboom liet men weg.
De kaart had vooral politieke doeleinden. Hij was voorzien van de vertaalde uitspraak van Sallustius Mit Eendracht magh ein Landt bestaen, dat dorch tweedracht moet ondergaen. Deze uitspraak verscheen in de vorm Concordia res parvae crescunt tevens boven de ingang van het stadhuis en was een waarschuwing aan de lutherse graaf de conflicten met zijn broer Johan en de gereformeerde stad Emden niet verder uit de hand te laten lopen.
De Dollardkaart werd een groot succes. Zelfs Ubbo Emmius durfde een aantal aantoonbare onjuistheden op de kaart niet openlijk te weerspreken. De historische gegevens kregen als inzetkaart een plek op de Ortelius-kaart van Oost-Friesland uit 1592, ontworpen door de Antwerpse predikant Johannes Florianus. Omdat de maker al in 1585 was terechtgesteld, heeft Van der Mersch mogelijk deze uitgave bezorgd. De actuele opmetingen werden eveneens door andere cartografen overgenomen, waaronder Laurentius Michaelis in 1579. Het kan zijn dat Van der Mersch ook bij andere kaartuitgaven van Oost-Friesland betrokken is geweest.
Omstreeks 1584 werkte Van der Mersch als landmeter in Zeeuws-Vlaanderen. Over zijn werkzaamheden is verder niets bekend. Hij huwde te Emden op 20 juli 1595 Swane Jansen en stierf kort vóór 16 september 1600 in zijn huis in de Brugstraat in de voorstad Faldern.
De originele Dollardkaart is in de negentiende eeuw verdwenen. Ook de eerstegraadskopie die de Emder stadsbouwmeester Jan Abrams Nanninga in 1827 maakte, is niet bewaard gebleven, wel een gedetailleerde kopie door de Groningse wiskundige Jacob van Cleeff. Gozewinus Acker Stratingh was vermoedelijk de laatste van wie bekend is dat hij het origineel heeft gezien toen hij zich in 1833 met het onderwerp bezighield. Een versimpelde maar nauwkeurige kopie is opgenomen in de handgetekende atlas Trifoleum aureum Oistfrisico-Emdanum uit 1679.
Jacob van der Mersch mag niet verward worden met Jacob van der Meersch uit Hoorn (ov. 1595), de schrijver van  'Tgroote Raedsel-Boeck.